# Холмский, Пётр Андреевич
Князь Пётр Андреевич Холмский (ум. 1576) — стольник, голова и воевода во времена правления Ивана IV Васильевича Грозного.
Из княжеского рода Холмские. Единственный сын боярина и князя Андрея Ивановича Холмского (ум. 1543).
Последний представитель мужского пола князей Холмских. После его кончины княжеский род угас.

## Биография
Показан в стольниках. В 1545 году сто двадцать первый голова в Государевом полку в Казанском походе.
В сентябре 1551 года второй воевода двадцатого полка войск левой руки в походе к Полоцку.
В 1555 году дал по своей сестре княгине Аграфене вклад 25 рублей.
В 1556 году послан от Государя с пожалованными золотыми к боярам и воеводам за разбитие крымцев.
Умер в 1576 году.
По родословной росписи показан бездетным.

## Семья
Имел жену княгиню № Васильевну Серебряную-Оболенскую, дочь боярина и князя Василия Семёновича Серебряного-Оболенского.
Имели детей:
- Ульяна Петровна — известна по сделанному ей в 1577 году вкладу в Троице-Сергиев монастырь по душе отца, села Колычево, Муромского уезда[1].